# Daniel Dines
Daniel Solomon Dines (n. ianuarie 1972, Gheorghe Gheorghiu-Dej, Bacău, România) este un antreprenor român, cel mai bogat om din România. Este cofondator al companiei UiPath, care oferă servicii ce au la bază automatizarea proceselor și facilitează construirea, implementarea și gestionarea roboților software care imită acțiunile oamenilor care interacționează cu sistemele și software-ul digital. UiPath are prezență legală în 29 de țări, din care operațiunile principale sunt în SUA, România și Japonia.
În ianuarie 2022, averea lui Daniel Dines a fost evaluată la 22,2 miliarde de lei.